# ذا بلاك آيد بيز
ذا بلاك آيد بيز (بالإنجليزية The Black Eyed Peas ) هي فرقة هيب هوب أمريكية. تضم المجموعة أساساً مغنو الراب ویل.آي.أم، أبل.دي.أب، تابوو، والمغنية جيسيكا رينوسو. أصل أغاني الفرقة ألتيرنتيف هيب هوب، أضافوا في وقت لاحق تأثيرات الآر أند بي، بوب، وإلكترونيك/دانس. على الرغم من أن الفرقة الموسيقية تأسست في لوس أنجلوس في عام 1995، عندما صدر ألبومهم الإستديو الثالث إليفنك (2003) بعدها وجدوا ترحيباً واسعاً وحققوا مبيعات عالية. تضمن الألبوم الأغنية المنفردة «وير إز ذا لوف؟» التي تصدرت المراتب العالية. منذ ذلك الحين، قامت الفرقة ببيع ما يقدر 56 مليون من الألبومات والأغاني منفردة في جميع أنحاء العالم. في 2005، صدر ألبومهم الإستديو الرابع مونكي بزنس الذي تضمن الأغاني المنفردة «دونت فنك ويذ ماي هارت» و«ماي همبز».
في 2009، الفرقة أصبحت واحدة من 11 فنان الذي حصل على أغنية في المركز الأول والثاني في وقت واحد على الرسم البياني الأمريكي بيلبورد هوت 100، مع الأغنيتين «بووم بووم باو» و«آي قوتا فيلنق»، اللتان تصدرا في القمة لمدة 26 أسبوعاً على التوالي. ألبومهم الإستديو الخامس ذا إي.إن.دي. (2008) تضمن أيضاً أغنية أخرى وصلت إلى المركز الأول بعنوان «أما بي». في نوفمبر 2010، صدر ألبومهم الإستديو السادس ذا بيقننق.

## مجموعة الألبومات
- بيهايند ذا فرونت (1998)
- بريدجنق ذا قاب (2000)
- إليفنك (2003)
- مونكي بزنس (2005)
- ذا إي.إن.دي. (2008)
- ذا بيقننق (2010)